# Squalius carolitertii
Squalius carolitertii là một loài cá nước ngọt thuộc họ Cyprinidae. Loài này có ở Bồ Đào Nha và Tây Ban Nha, và tại đó nó được gọi là bordallo, escalo hoặc gallego.
Môi trường sống tự nhiên của chúng là sông ngòi và sông có nước theo mùa. Nó không được IUCN xem là loài bị đe dọa.

## Hình ảnh

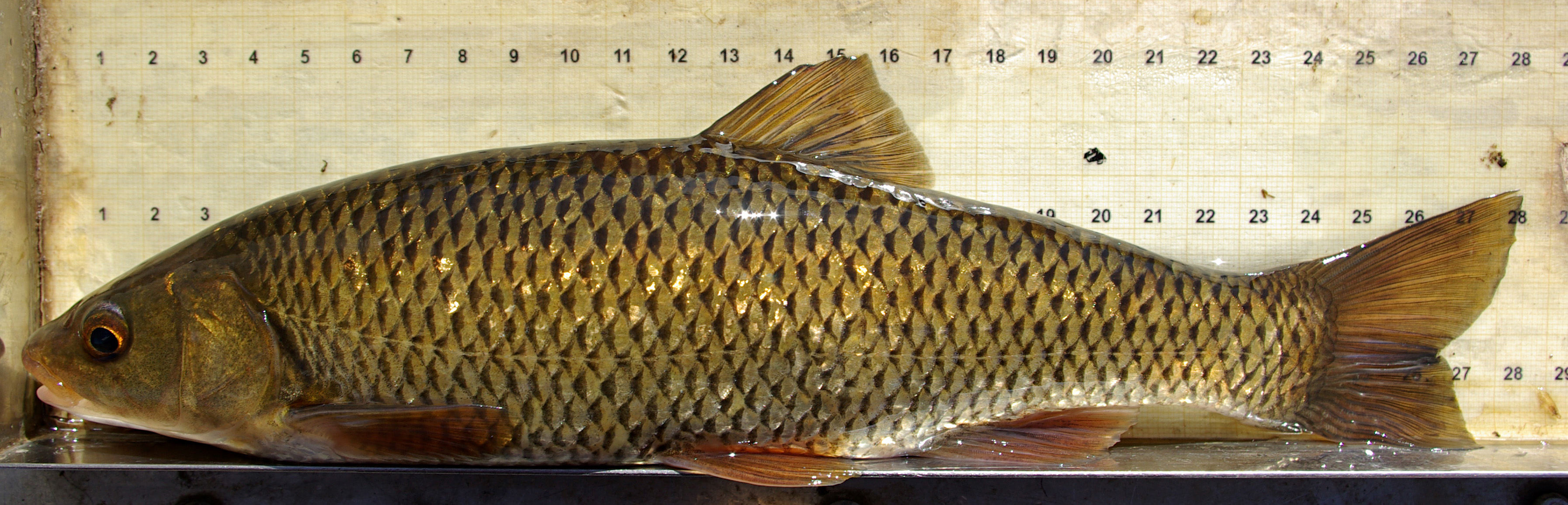
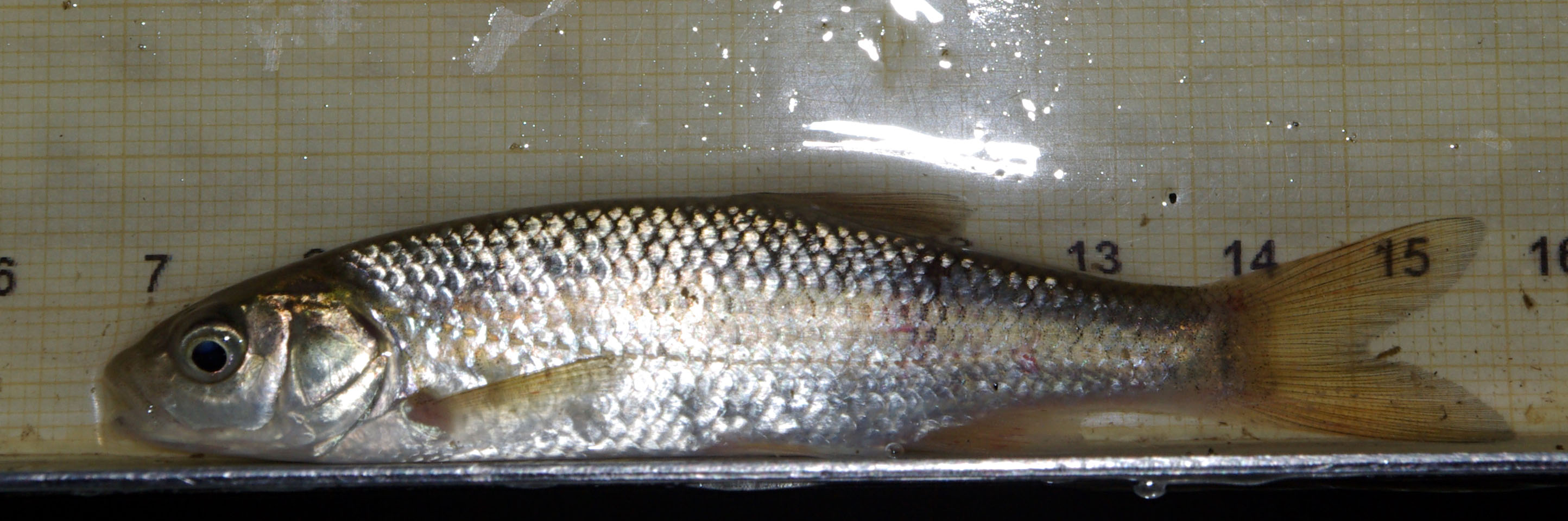
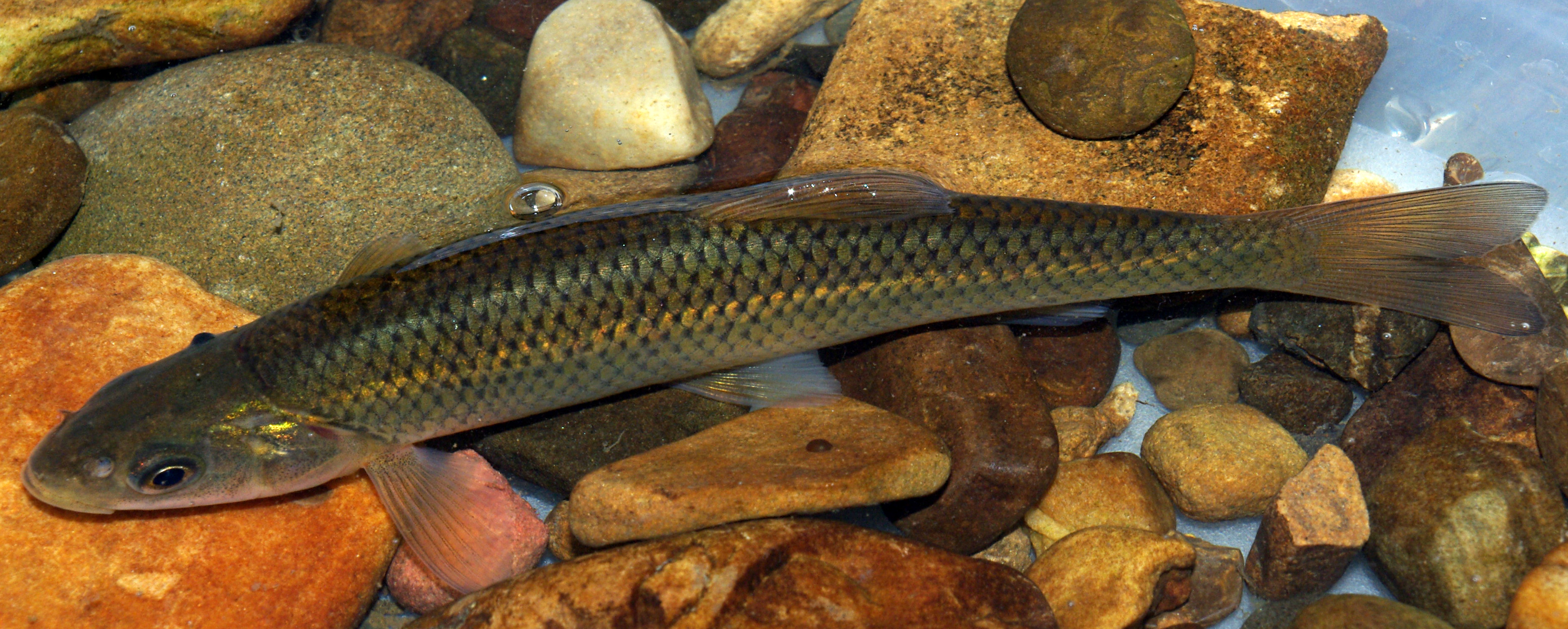
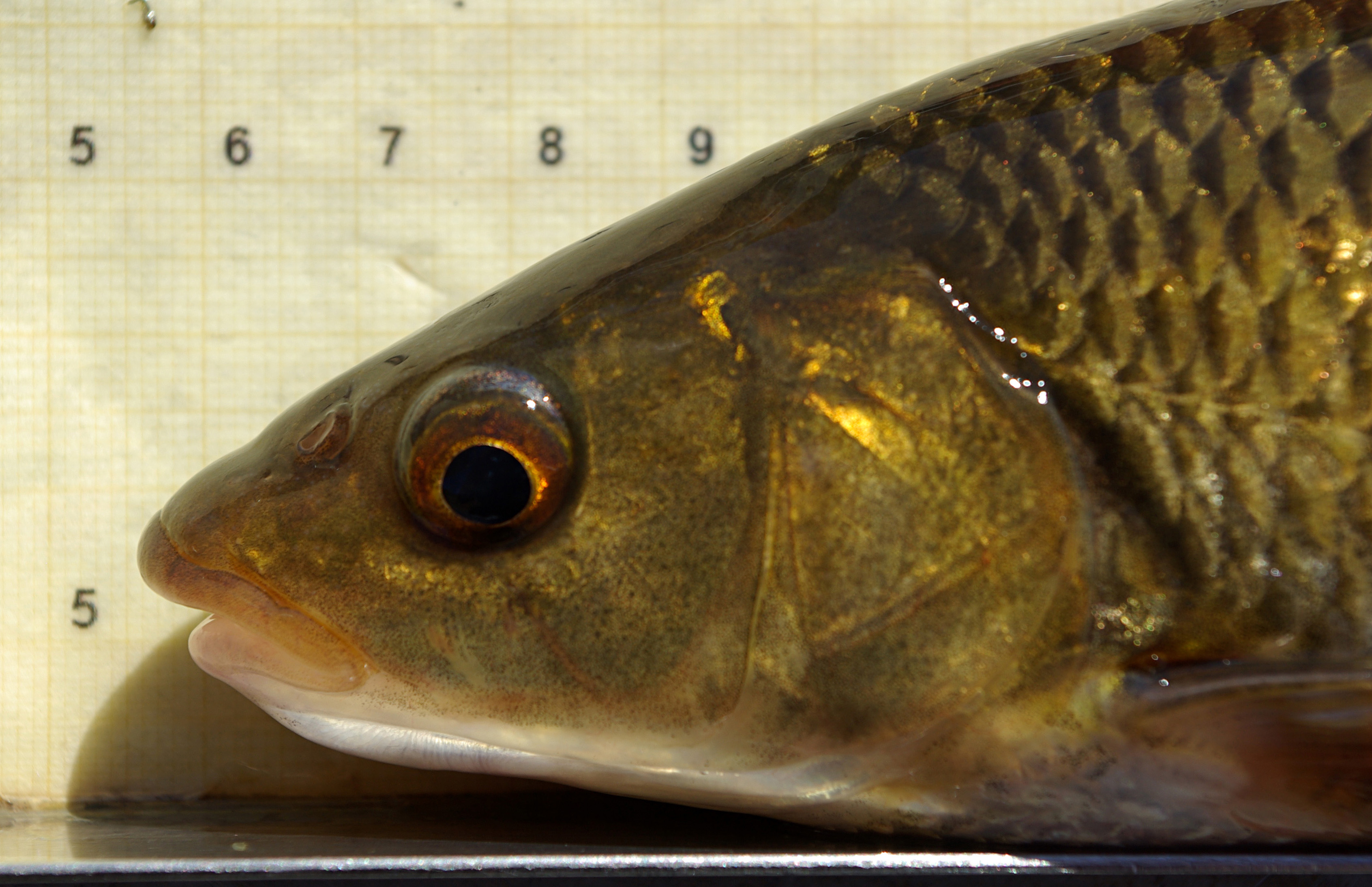